# Триумфальная арка

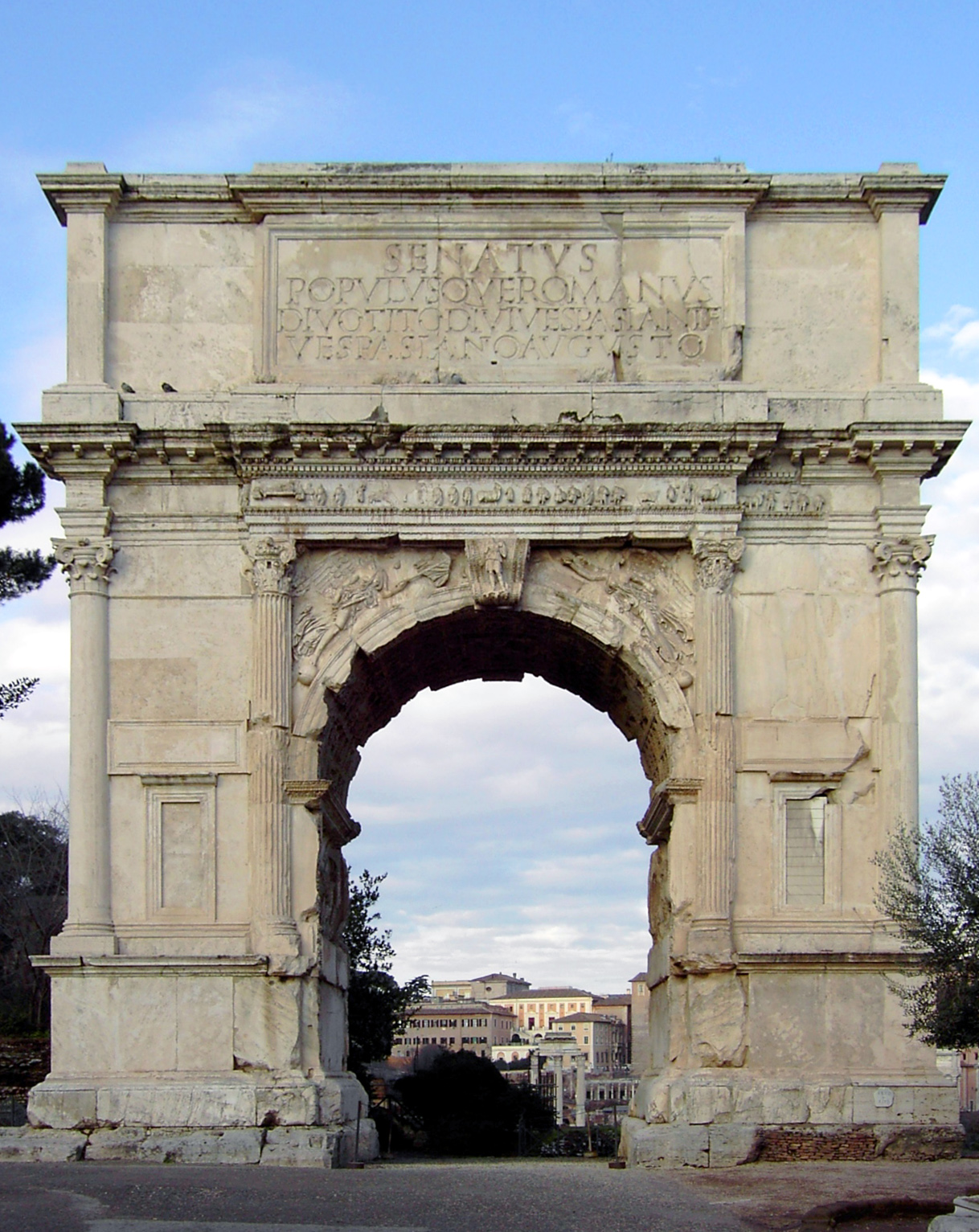
Триумфальная арка Тита. 81. Рим

Триумфа́льная а́рка — архитектурный памятник, монументальное сооружение, представляющее собой архитектурно оформленную арку. Триумфальные арки устраиваются при въезде в города, в перспективе улиц, на мостах, на больших дорогах в честь победителей или в память важных исторических событий.

## Виды
Могут быть временными (чаще всего деревянными) или постоянными (из камня, кирпича, бетона). Имеют один, три или пять пролётов, перекрытые полуцилиндрическими сводами, завершаются антаблементом и аттиком, украшаются статуями, рельефами (барельефами и горельефами) и памятными надписями.

## История римских триумфальных арок
Триумфальные арки возникли в Древнем Риме. Обычай возведения подобных сооружений восходит к культуре древних этрусков в Италии и народов Ближнего Востока. Согласно обычаю, войско после сражения не могло войти в город без очищения от пролитой крови и должно было оставаться вне городских стен на «поле мёртвых» (campus mortius). Для процедуры очищения возводили ворота из двух вертикальных столбов и горизонтальной балки, окрашенных в красный цвет.
Римляне приспособили эту конструкцию для проведения военных триумфов, но вместо ворот использовали арку (также изобретение народов эллинизированного Востока). Арки возводили на перекрёстках дорог и посвящали «божеству входов и выходов» Янусу или Терминусу, охранителю границ. Поэтому не все арки были триумфальными. Всего в древнем Риме их насчитывалось десять.
Стена арки символизировала преграду, разделяющую небесный и земной мир. Арочный проём — ворота в небо, апофеоз (вознесение и прославление). Форму арки уподобляли богине Ирис (небесной радуге). Проход через арку символизировал восход солнца, или выход божества; позднее, в связи с формированием культа императоров, — превращение смертного правителя в живого бога. Боковые проёмы арки предназначались для простых смертных. Над проёмами сооружали аттик с памятной надписью. На аттике устанавливали статуи либо триумфальную колесницу с изображением триумфатора или богини Виктории. Символику триумфальной арки также связывают с культом Диоскуров: всадник овладевает конями как могучими силами земли и неба.
Известно, что в 196 году до н. э. прокуратор Луций Стертиний воздвиг себе в Риме две арки с позолоченными статуями. Официально обычай воздвигать арки магистратам и консулам был оформлен в годы империи при Октавиане Августе. На римском Форуме последовательно возводили две арки, посвящённые Августу: в 29 и 19 годах до н. э. (не сохранились). К сохранившимся каноническим образцам римских триумфальных арок (однопролётных и трёхпролётных) относятся три великолепных арки римского Форума: однопролётная арка Тита (81), трёхпролётные арка Септимия Севера (205) и Триумфальная арка Константина (за границей форума близ Колизея, 312—315). Также известны арка Траяна в Беневенто (114—117), триумфальная арка в Анконе (115) и многие другие. Изображения триумфальных арок сохранились на многих медалях, отчеканенных в честь побед Августа, Нерона и других.

## Другие наиболее известные арки
Из триумфальных арок нового времени знамениты Арка на площади Карузель в Париже (1806—1808, архитекторы Ш. Персье и П. Фонтен), арка в Париже на площади Звезды (Шарля де Голля) (1806—1836, архитектор Ж.-Ф. Шальгрен). Триумфальные арки имеются во Флоренции, Вероне, Милане, Мюнхене.
В России триумфальные арки по случаю военных побед устраивал Пётр Великий. Они были временными, деревянными. Первые триумфальные ворота были устроены в 1696 году по возвращении войск из-под Азова и в 1703 году, когда Пётр I чествовал Шереметева, Репнина и Брюса, своих сподвижников по завоеванию Ингерманландии, а также праздновал закладку новой столицы. Тогда же в Москве было устроено трое ворот:
- у Заиконоспасского монастыря,
- у Ильинских ворот и
- у Мясницких ворот.

Все они были украшены живописью, аллегорическими фигурами и статуями, с надлежащими надписями. В честь Полтавской победы было устроено в Москве 7 триумфальных ворот. Триумф длился целый месяц, с 18 декабря 1709 года по 17 января 1710 года. В третий раз триумфальная арка была воздвигнута на Троицкой площади в честь празднования победы в Гангутском сражении. Это был первый праздник 9 сентября 1714 года в новой столице — Санкт-Петербурге. «После того как 20 сентября прибыла часть нашего флота со шведскими судами и пленными, царь совершил триумфальный вход в Петербург, и когда он приблизился к Адмиралтейству и крепости, его приветствовали салютом из 150 орудий»; в триумфе участвовали и корабли. Ворота были украшены разными символическими изображениями, а на главной картине орёл налетал «с великой силой на слона». Надпись на картине гласила: «Орёл мух не ловит». Смысл надписи был в том, что в захвате головного корабля шведской эскадры с названием «Элефант» участвовал сам государь. По случаю заключения мира со Швецией в конце 1721 года в Москве также были устроены триумфальные ворота, причём целая флотилия, на санях, подвигалась от петербургского въезда через всю Москву. В царствование Анны Иоанновны построено трое триумфальных ворот, по случаю прибытия государыни из Москвы в Санкт-Петербург в начале 1732 года, после коронации:
- против церкви на Троицкой пристани,
- Адмиралтейские (сломаны в 1742 году) и
- Аничковы ворота (см. Аничков мост).

По случаю въезда в Санкт-Петербург императрицы Елизаветы Петровны, после коронации, Адмиралтейские и Аничковы ворота были восстановлены, а в 1751 году - вновь разобраны. Екатерина II также повелела соорудить триумфальные ворота из мрамора позади Калинкина моста, при въезде из Петергофа в Петербург. Из постоянных триумфальных Ворот к началу XX века в Москве сохранились Красные ворота, в Петербурге - двое постоянных ворот: у Нарвской и Московской застав, а в Москве — у Петровской заставы. Нарвские ворота были сначала временными и воздвигнуты были по случаю возвращения в столицу гвардии из похода 1815 года, по рисунку знаменитого Кваренги. Вследствие спешности работы ворота были выстроены из дерева, оштукатурены и украшены атрибутами победы. В 1830 году, по желанию императора Николая Павловича, деревянные Нарвские ворота были заменены бронзовыми. Ворота открыты в 1833 году; одна металлическая работа их обошлась около 800 000 руб.
По архитектурному типу следует различать триумфальные арки и триумфальные ворота, имеющие не арочные, а горизонтальные, архитравные перекрытия. Первые восходят к римскому обычаю, а вторые — к традициям древнегреческой архитектуры. Так, Дж. Кваренги создал свой первый проект 1814 года именно Нарвских ворот, а второй, в том же году, в форме триумфальной арки. В. П. Стасов спроектировал на Московской дороге в Санкт-Петербурге Московские триумфальные ворота с горизонтальным перекрытием (1834—1838). Архитектор К. Г. Лангханс создал в Берлине Бранденбургские ворота (1789—1791). Бранденбургские ворота имеются близ Берлина в Потсдаме (1770), но они арочные.

## Триумфальные арки, посвящённые Победе вВеликой Отечественной войне
Традиция возведения триумфальных арок была продолжена и в Ленинграде. После грандиозного празднования 9 мая 1945 года Дня Победы и проведения 24 июня Парада Победы на Красной площади в Москве в Ленинграде началась подготовка к исторической встрече Гвардейского Ленинградского корпуса с жителями города, которая состоялась 8 июля. Для торжественного прохода подразделений Красной армии были установлены три триумфальных арки: в Автове, на Средней Рогатке и у завода «Большевик» на проспекте Обуховской Обороны. В декоре всех арок использовали барельефы, лепные гирлянды и надписи, прославляющие героев-победителей.
Эти арки считались временными и были разобраны через три года после установки.
В 2007 году Международный фонд имени Лихачёва в лице председателя Даниила Гранина обратился к губернатору города Валентине Матвиенко с предложением восстановить одну из них, построенную по проекту архитектора А. И. Гегелло.
Возможное место установки ворот — Комсомольская площадь.

## Другие значения термина
Триумфальной аркой называется восточная арка средокрестия христианского храма, предваряющая вход из главного нефа в алтарную часть. Такая арка обрамляет конху апсиды раннехристианской базилики, как, например, в базиликах Сан-Витале в Равенне, Санта-Мария-Маджоре и Сан-Паоло-фуори-ле-Мура в Риме, а также в восточнохристианских, византийских и древнерусских храмах. Арка символизирует переход из дольнего в горний (небесный) мир, даруемый верой в Воскресение Христа, триумф жизни над смертью. Отсюда название.

## Галерея

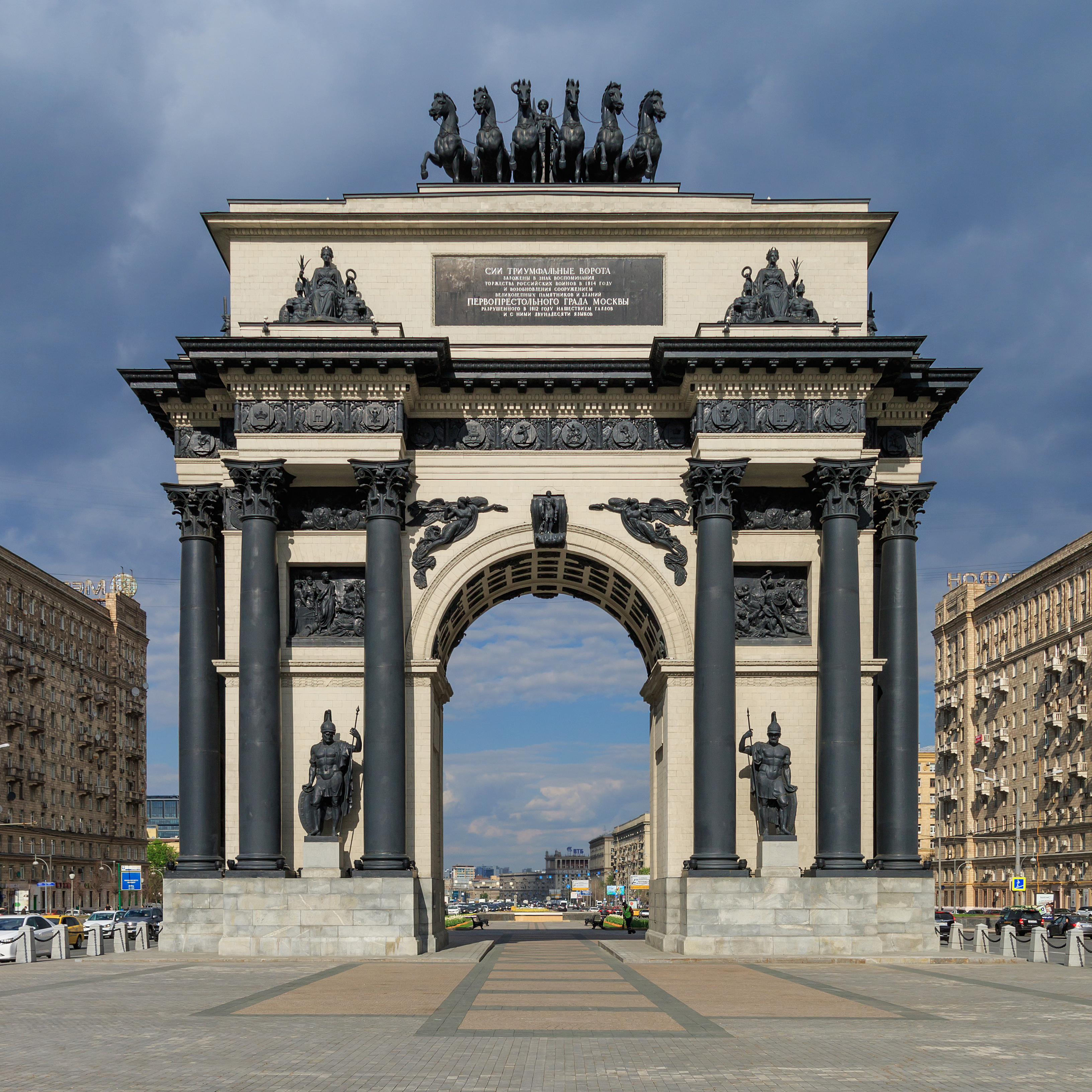
Триумфальные ворота в Москве
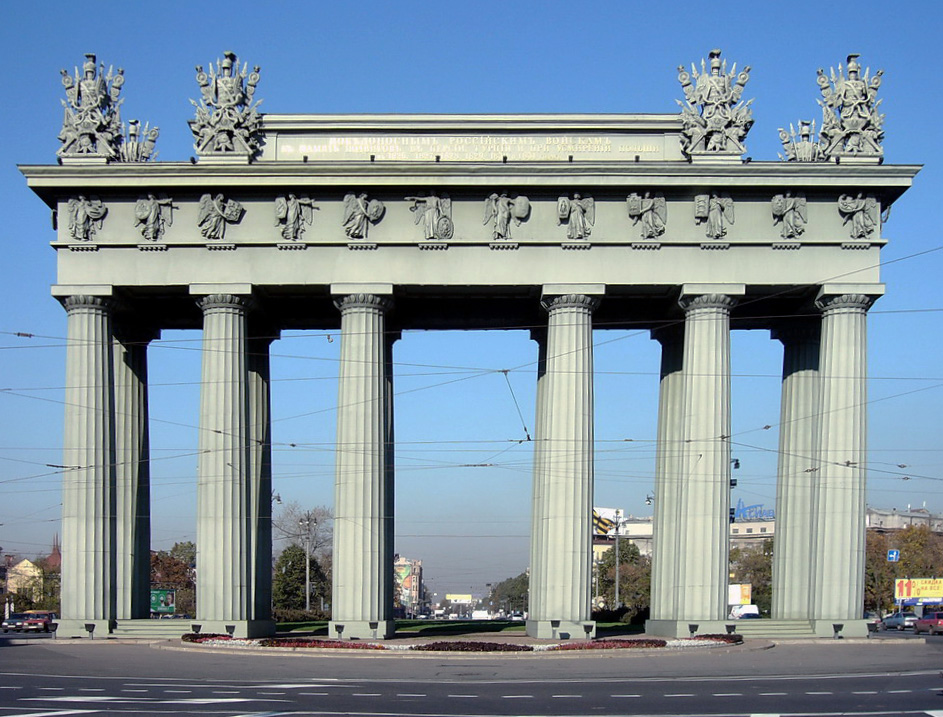
Московские триумфальные ворота в Санкт-Петербурге
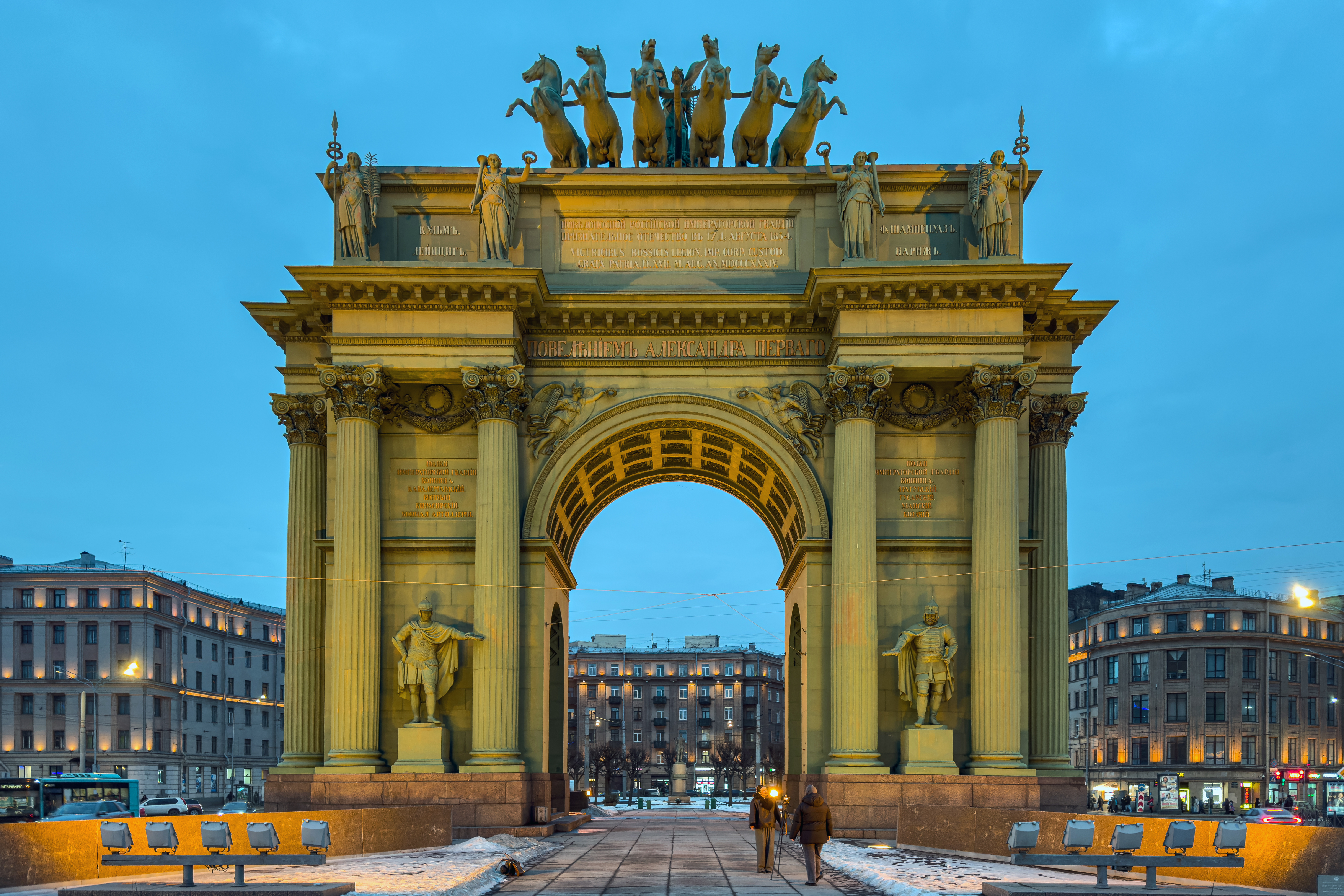
Нарвские триумфальные ворота в Санкт-Петербурге
Триумфальные ворота в Курске
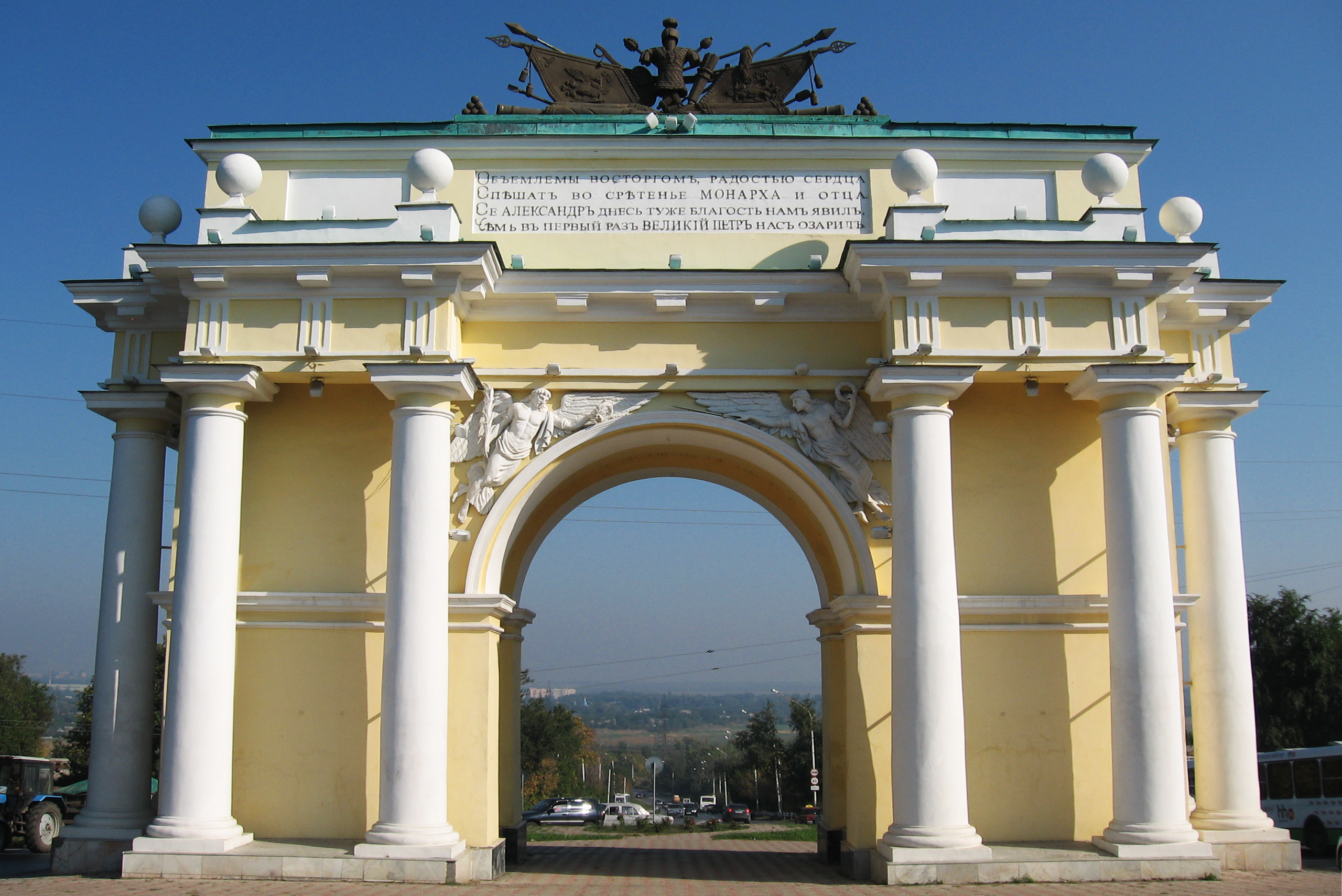
Северо-восточная Триумфальная арка в Новочеркасске
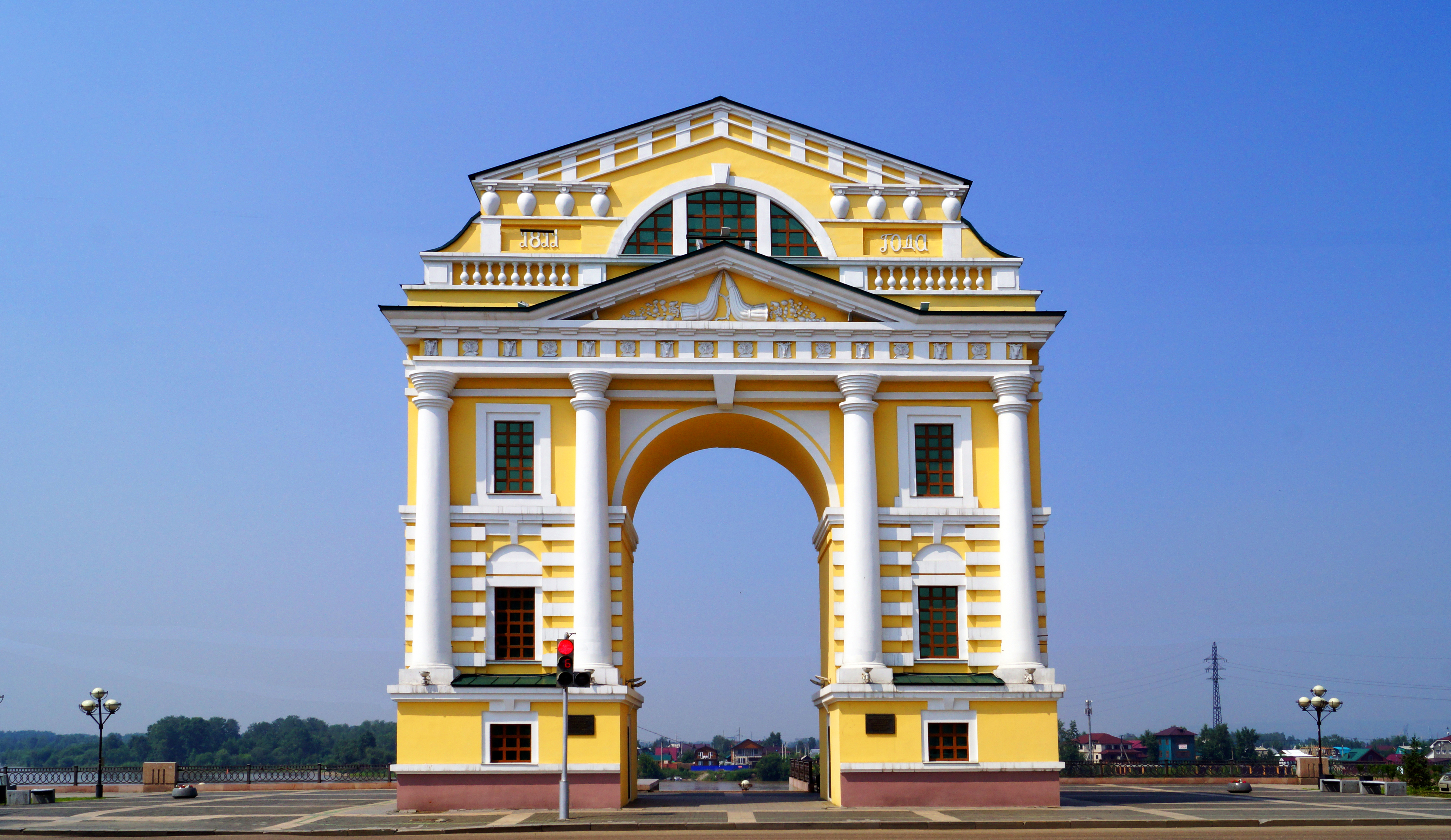
Триумфальная арка в Иркутске
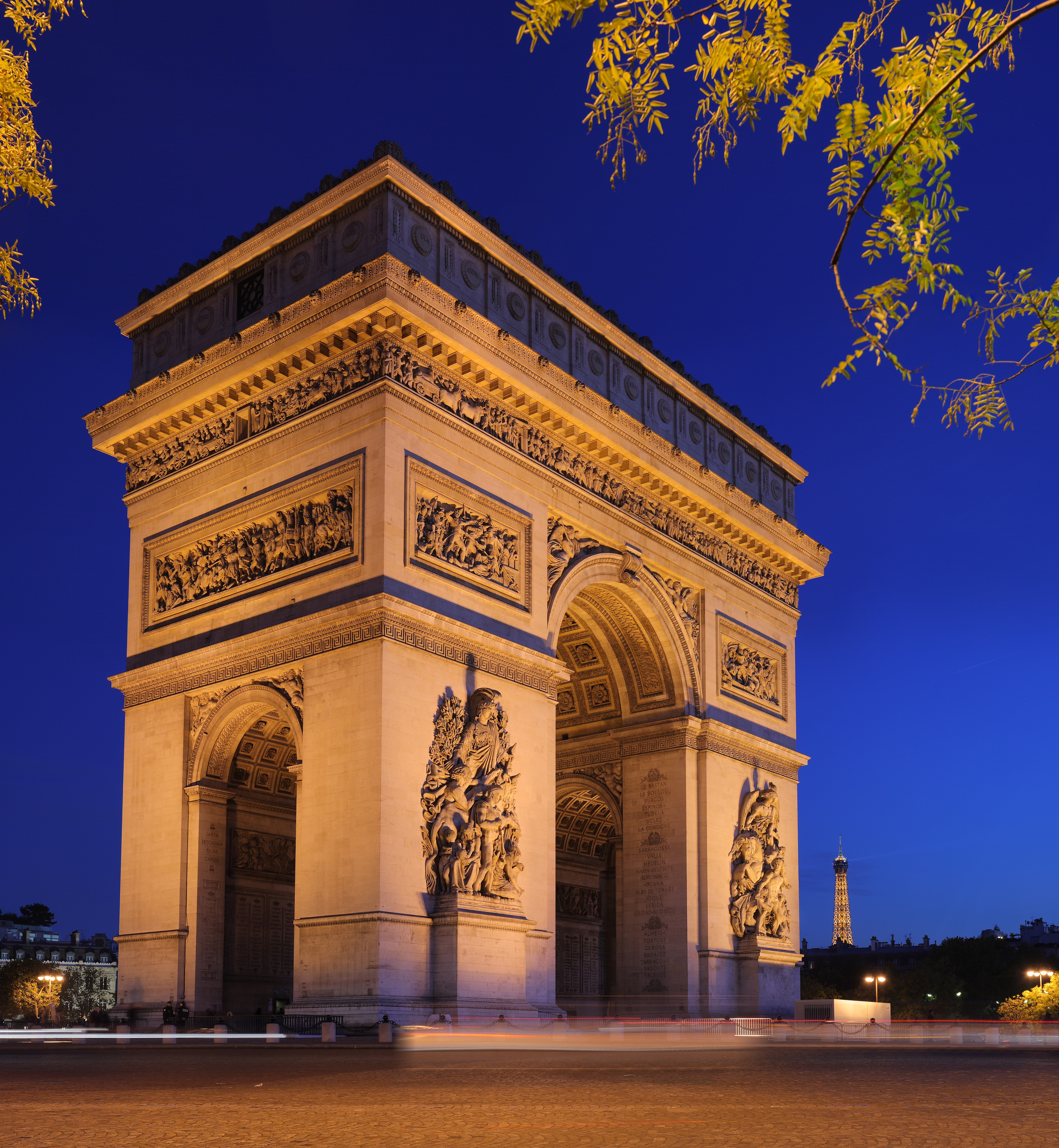
Триумфальная арка в Париже
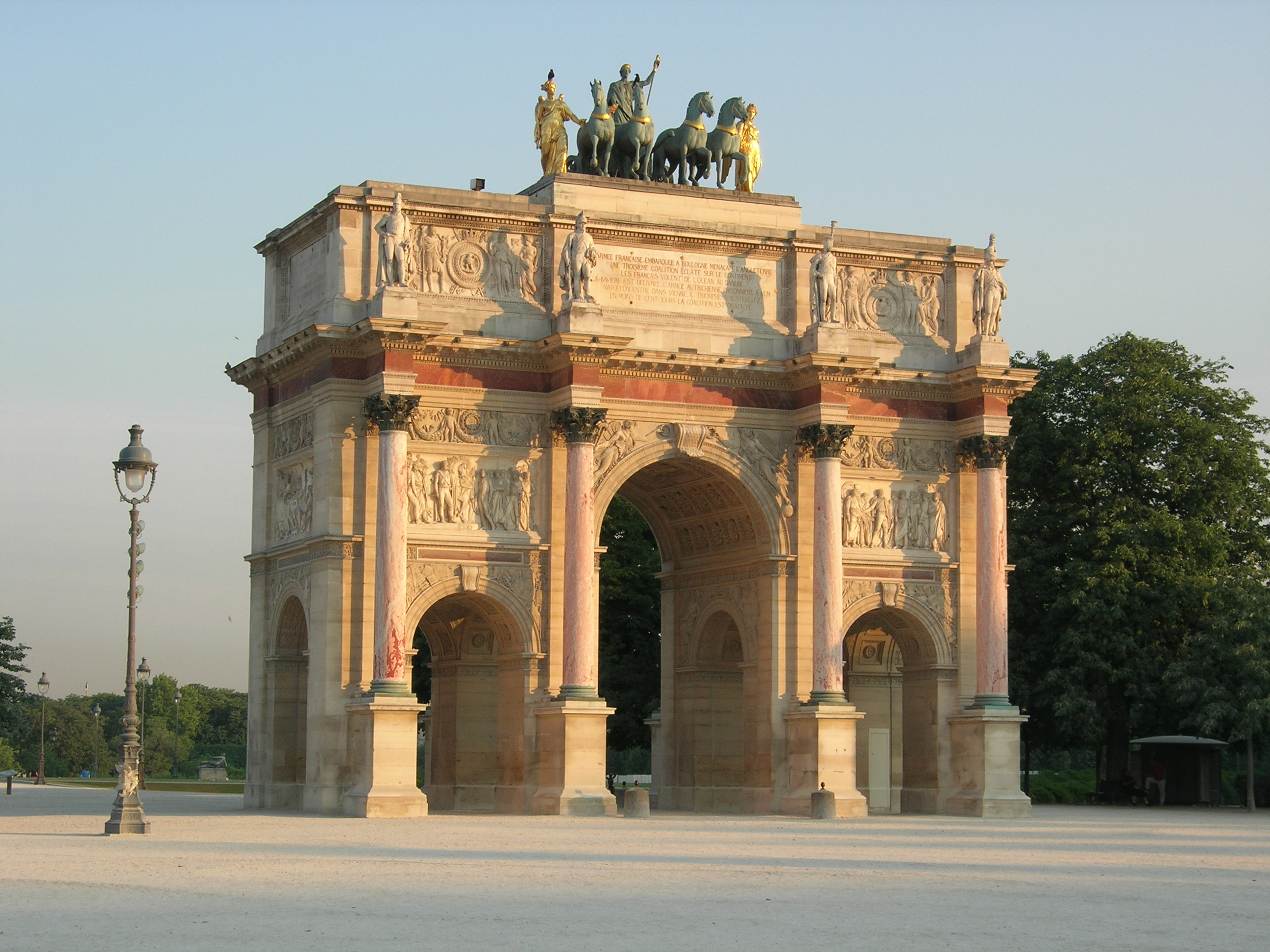
Триумфальная арка на площади Карузель в Париже
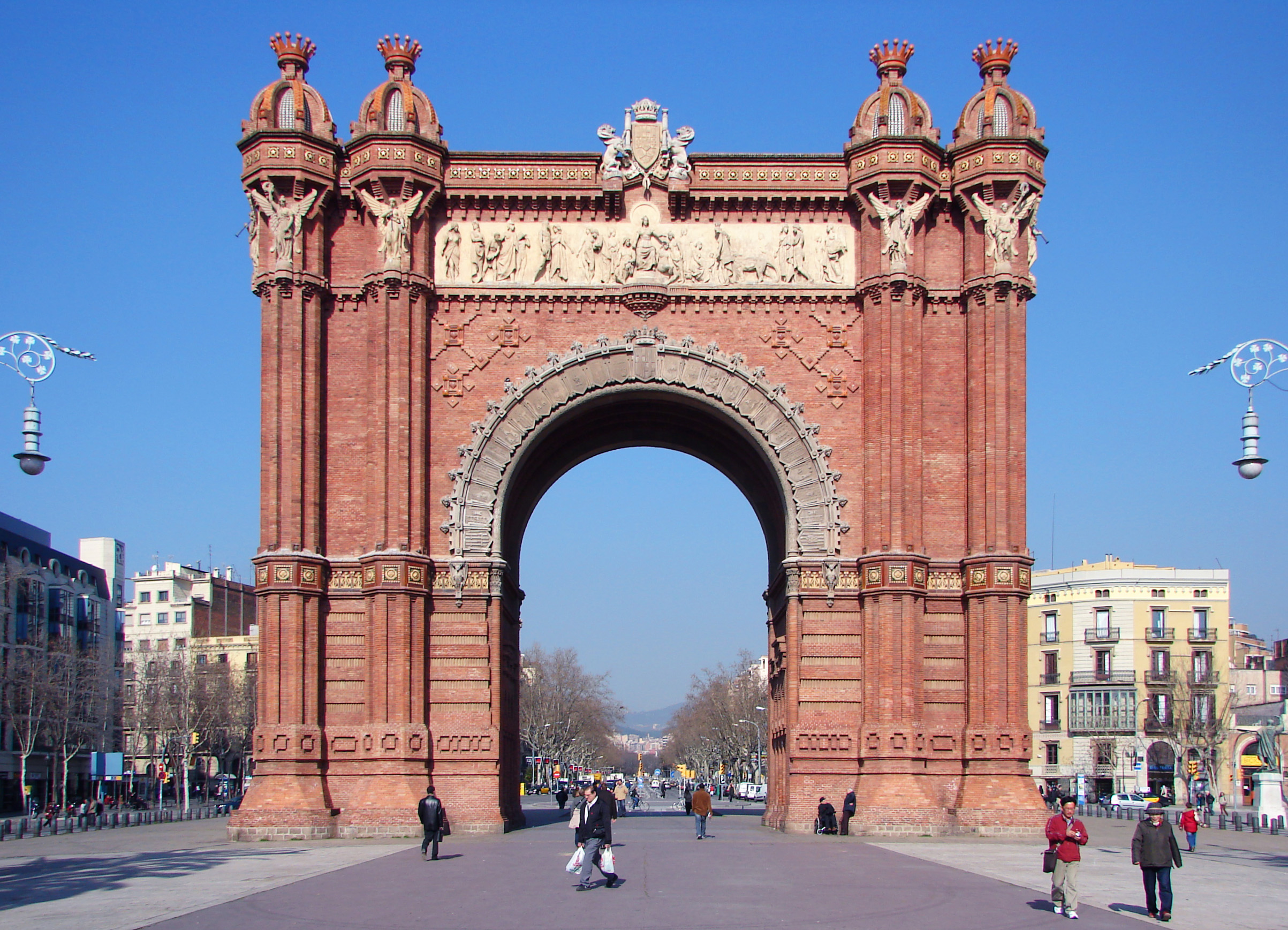
Триумфальная арка в Барселоне
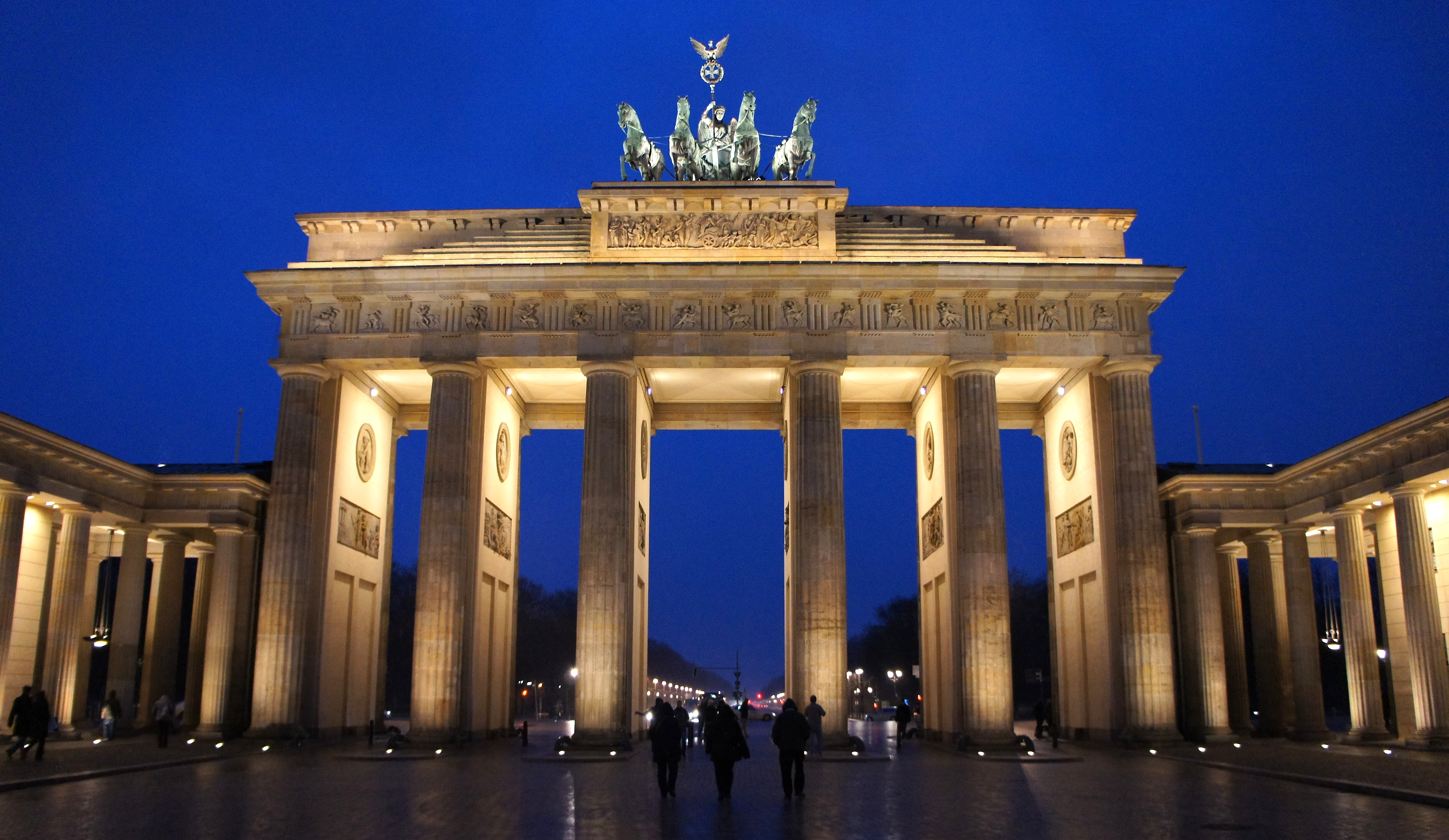
Бранденбургские ворота в Берлине
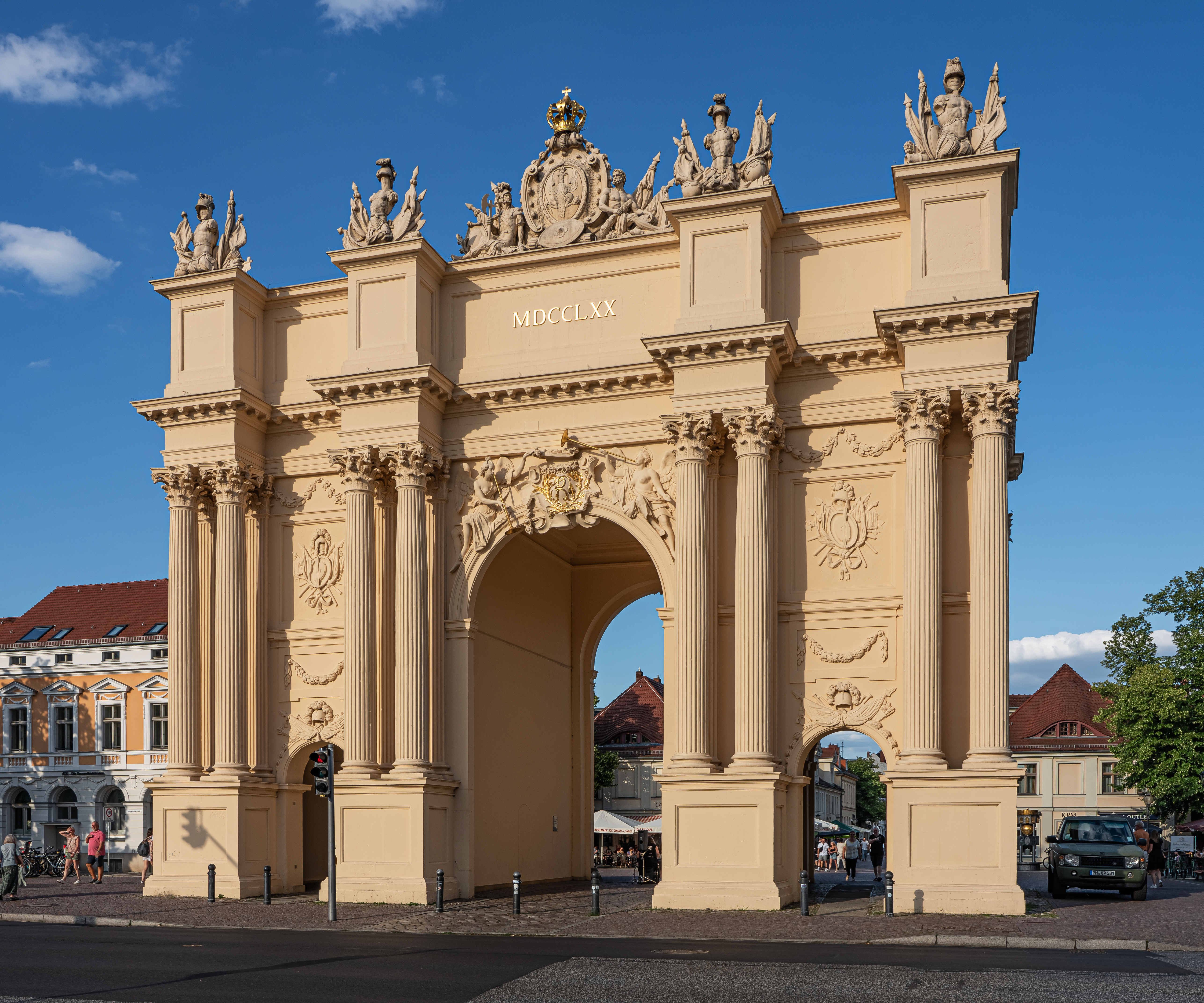
Бранденбургские ворота в Потсдаме
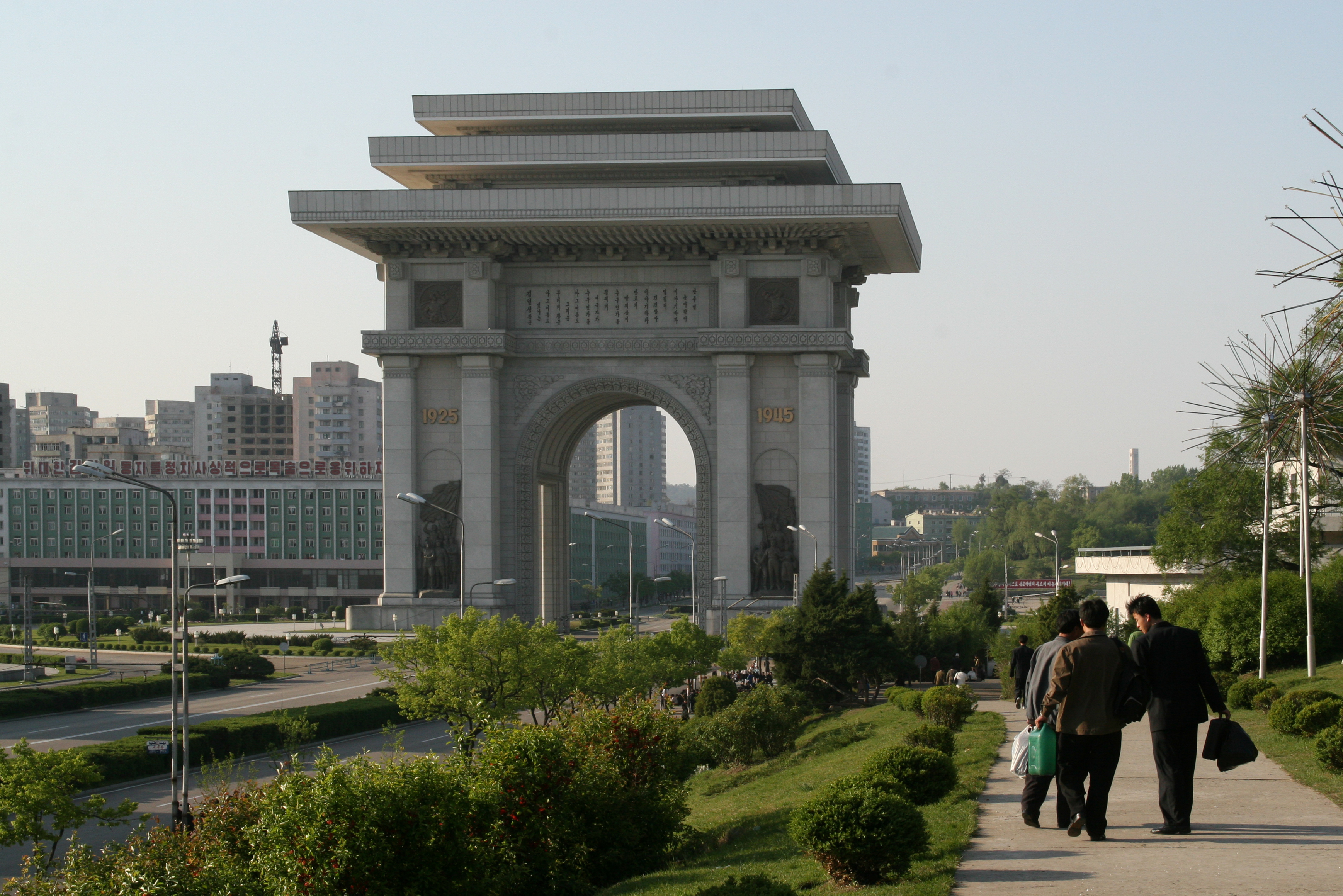
Триумфальная арка в Пхеньяне
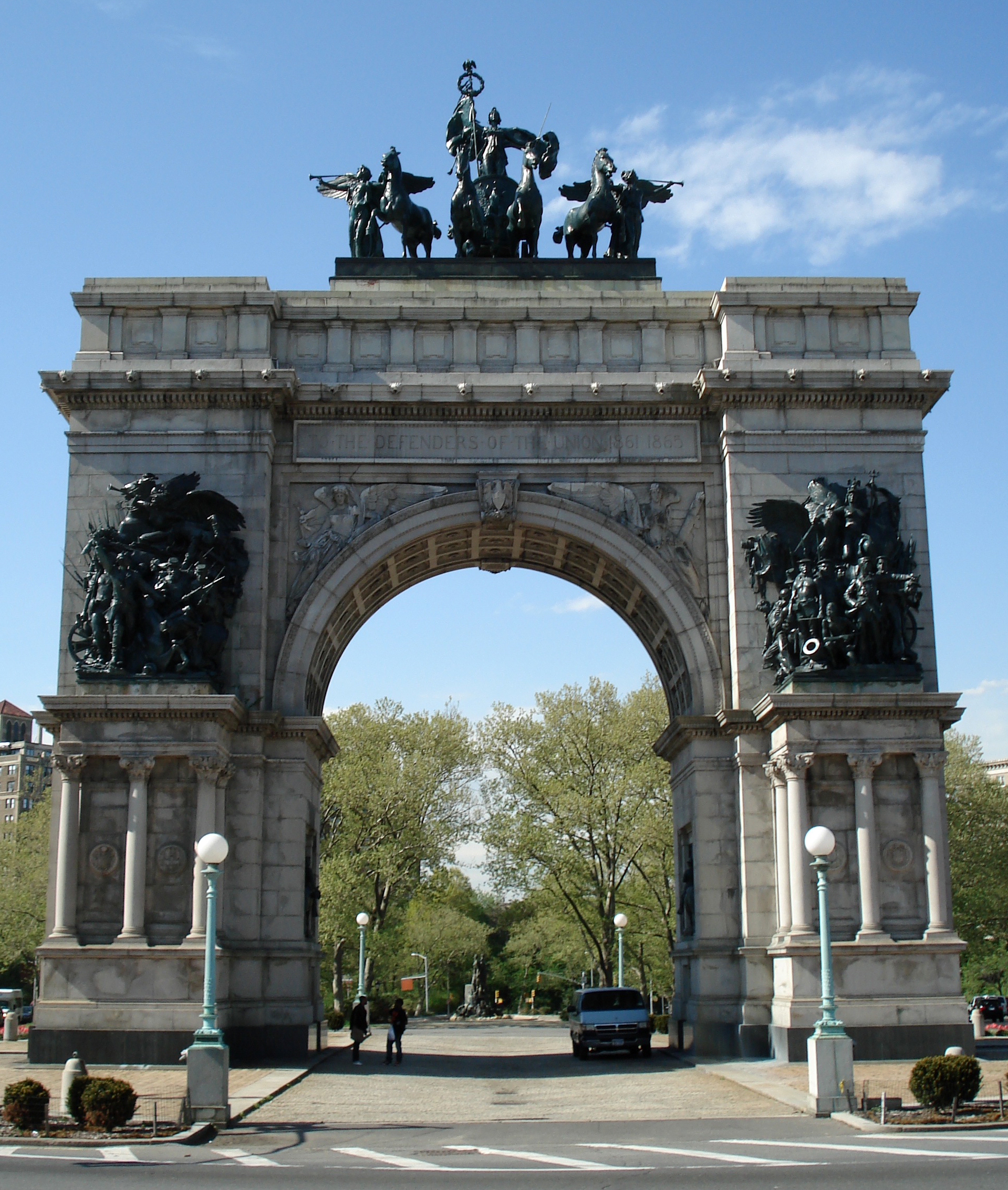
Триумфальная арка в Бруклине, Нью-Йорк